# 스트라이크 업 더 밴드
스트라이크 업 더 밴드(Strike Up The Band)는 미국에서 제작된 버스비 버클리 감독의 1940년 코미디, 뮤지컬 영화이다. 미키 루니 등이 주연으로 출연하였고 아서 프리드 등이 제작에 참여하였다.

## 출연

### 주연
- 미키 루니
- 주디 갈랜드

### 조연
- 오케스트라
- 준 프레이서
- 윌리엄 트레이시
- 래리 넌

## 제작진
- 미술: 세드릭 기븐스